# Johann Samuel Arnhold
Johann Samuel Arnhold (* 22. Dezember 1766 in Löthain bei Meißen; † 1. Januar 1828 in Meißen) war ein deutscher Porzellanmaler.

## Leben
Arnhold war seit 1785 Blumen- und Landschaftsmaler an der Porzellanmanufaktur Meißen. 1806 wurde er Zeichenmeister und Königlicher Hofmaler. 1817 entwarf er das beliebte Dekor Voller grüner Weinkranz (ugs. Weinlaub) in chromgrüner Unterglasurfarbe. 1819/20 war er maßgeblich an der Gestaltung des Wellington-Services beteiligt.